# Freddie Bartholomew
Freddie Bartholomew (właśc. Frederick Cecil Bartholomew; ur. 28 marca 1924, zm. 23 stycznia 1992) – angielsko-amerykański aktor dziecięcy

## Wybrana filmografia
- 1935: David Copperfield – David Copperfield dziecko
- 1935: Anna Karenina – Sergei
- 1936: Młody lord Fauntleroy – Cedric –Ceddie Errol, lord Fauntleroy
- 1938: Bohaterowie morza – Harvey Cheyne
- 1940: Szwajcarska rodzina Robinsonów – Jack Robinson
- 1944: The Town Went Wild – David Conway
- 1951: St. Benny the Dip – Wielebny Wilbur

## Wyróżnienia
Posiada swoją gwiazdę na Hollywoodzkiej Alei Gwiazd.